# Последний герой (песня)
«Последний герой» — песня советской рок-группы «Кино», впервые вышедшая в альбоме «Начальник Камчатки» в 1984 году. Альтернативные аранжировки вошли в альбомы «Ночь» (и сингл «Из альбома „Ночь“»), «Последний герой», «Неизвестные песни» и «12 22».
Песня была написана фронтменом группы Виктором Цоем в 1982—1983 годах. По мнению барабанщика Георгия Гурьянова, «Последний герой» — главная песня «Кино»: «Это ирония, но та, из которой выросло целое направление. В ней [песне] вся героика группы».
Песня также была исполнена группой «Колыбель» в рамках проекта «КИНОпробы» и исполнителем Slim’ом в рамках проекта «КИНОпробы. Рэп-трибьют».

## Награды
Песня заняла 22 место в списке «100 лучших песен русского рока в XX веке», по версии радиостанции «Наше радио».